# دوپلیکاسیون حالب
دوپلیکاسیون حالب (انگلیسی: Duplicated ureter) یک بیماری مادرزادی است که به معنای وجود دو حالب از یک کلیه می‌باشد. این بیماری در خانم‌ها شایعتر است.

Duplicated ureter

## عوارض
برخی از موارد این بیماری ارثی (اتوزومال غالب) هستند. حالب کوتاه‌تر اغلب با ایجاد ریفلاکس ادراری موجب عفونتهای مکرر ادراری می‌شود.

## تشخیص و درمان
بهترین روش تشخیص دوپلیکاسیون حالب اوروگرافی وریدی (IVP) است. درمان موارد ریفلاکس خفیف با دارو است ولی در صورت عدم بهبوددرمان اصلی ، تنها درمان جراحی است. انسداد سگمان فوقانی یا وجود اکتوپی (حالب نابجا) را نیز با جراحی درمان می‌کنیم.